# Grumesnil
Grumesnil é uma comuna francesa na região administrativa da Normandia, no departamento de Sena Marítimo. Estende-se por uma área de 11,17 km². Em 2010 a comuna tinha 434 habitantes (densidade: 38,9 hab./km²).